# Stora Hagasjön (Nittorps socken, Västergötland)
Stora Hagasjön är en sjö i Tranemo kommun i Västergötland och ingår i Ätrans huvudavrinningsområde.